# 京都府道407号東掛小林線
京都府道407号東掛小林線（きょうとふどう407ごう とうげおばやしせん）は、京都府亀岡市を通る一般府道である。

## 概要
亀岡市東別院町東掛から亀岡市大井町並河2丁目に至る。別名、茨木街道。

### 路線データ
- 起点：亀岡市東別院町東掛（東掛交差点、大阪府道・京都府道46号茨木亀岡線）
- 終点：亀岡市大井町並河2丁目（並河交差点、国道9号交点）

## 路線状況

### 別名
- 茨木街道

### 道路施設

#### 橋梁
- 曽我部大橋（曽我谷川、亀岡市）
- 小幡橋（犬飼川、亀岡市）
- 山内川橋（山内川、亀岡市）

## 地理

### 通過する自治体
- 亀岡市

### 交差する道路
| 交差する道路                     | 交差する場所    | 交差する場所         |
| -------------------------------- | --------------- | -------------------- |
| 大阪府道・京都府道46号茨木亀岡線 | 東別院町東掛    | 東掛交差点 / 起点    |
| 国道423号 / 摂丹街道             | 曽我部町南条    |                      |
| 京都府道406号西条風ノ口線        | 曽我部町西条    |                      |
| 国道372号 / 篠山街道             | 曽我部町穴太    | 亀岡運動公園前交差点 |
| E9 京都縦貫自動車道 / 国道478号  | 大井町南金岐    | 12 大井IC            |
| 国道9号 / 山陰道                 | 大井町並河2丁目 | 並河交差点 / 終点    |

### 沿線
- 亀岡警察署 東別院駐在所
- 亀岡市立東別院小学校
- 春日神社
- 与能神社
- 京都学園大学
- 亀岡市立曽我部小学校
- 西国三十三所二十一番札所穴太寺
- 亀岡運動公園
- 亀岡市立南桑中学校
- JR西日本山陰本線 並河駅